# Ammendorf (Adelsgeschlecht)

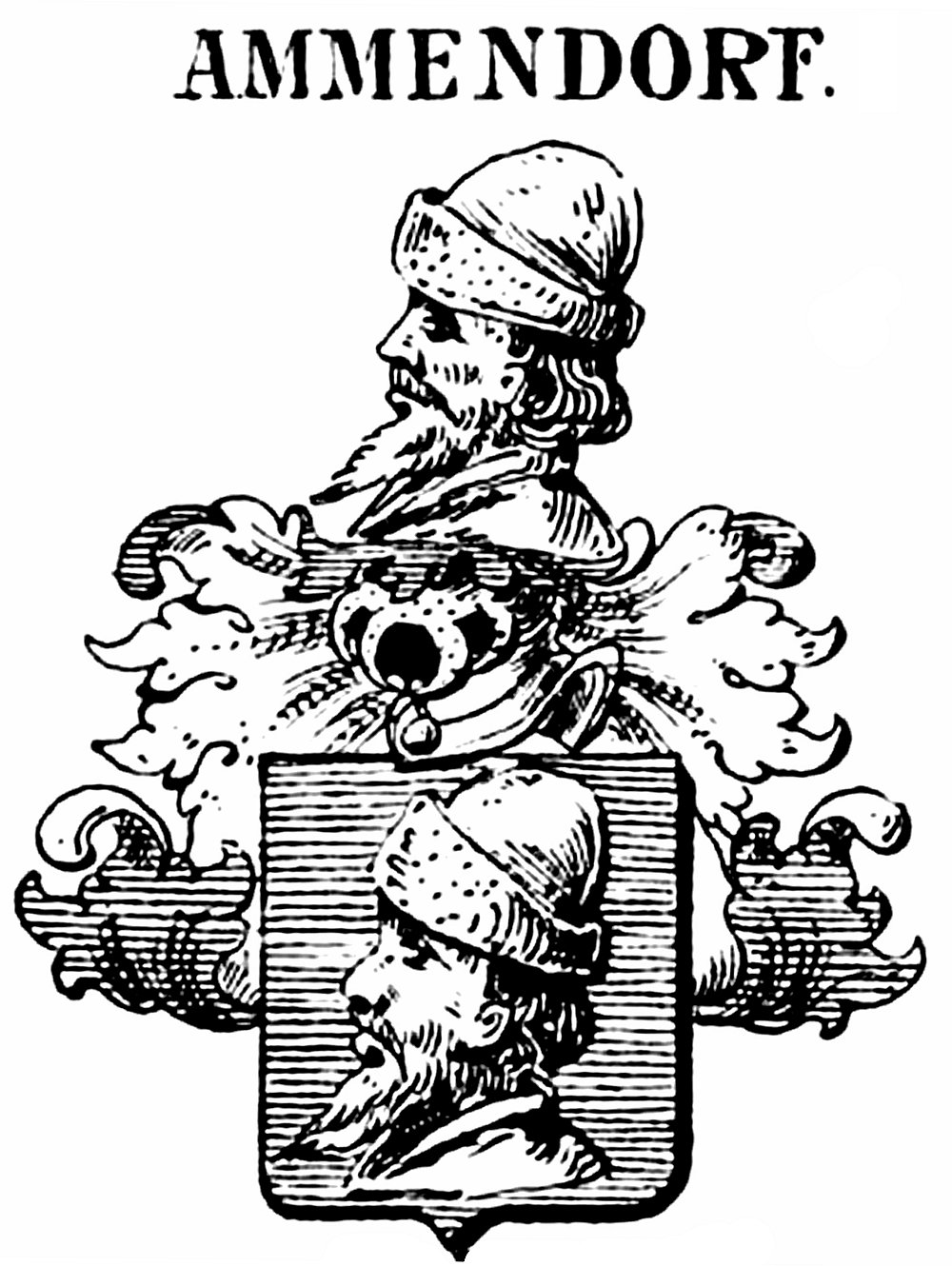
Wappen derer von Ammendorf

Ammendorf, auch Ammendorff, Amendorf, war ein ritterliches Adelsgeschlecht mit gleichnamigem Stammhaus Ammendorf bei Halle (Saale).

## Geschichte
Der Sage nach wird als Erster ein Fritz von Ammendorf 969 auf einem Turnier in Merseburg aufgeführt. Urkundlich wird 1115 und 1155 Heinrich von Ammendorf, danach 1224 Albertus de Ammendorf erwähnt. Die nachweisbare Stammreihe beginnt 1239 mit Heinemann von Ammendorf. Ein Albertus de Ammendorf erscheint 1263–71 als Provinzial der Deutschordensballei Thüringen in der Komtur Zwätzen. Urkundlich ist 1266 ebenso ein Heinricus de Ammendorf nobilis vir (Edler Herr Heinrich von Ammendorf) bezeugt, vorwiegend im Stift Merseburg, später auch im Magdeburgischen unter anderem in Rothenburg (Saale) begütert. Die von Ammendorfs gaben 1308 ihren Stammsitz in Ammendorf auf und zogen nach Halle (Saale). 
1456 erbten die Brüder Cort, Heinrich, Jürge und Nikolaus von ihrem Vater Coppe das von diesem erworbene Lehen Alt-Pouch. Dazu gehörte auch das Patronat über die wüste Kirche Lussik (später: Steinlaussigk, heute: Muldenstein). 1477 erhielten die drei erstgenannten Brüder die Genehmigung von Papst Sixtus IV., diesen Kirchenbesitz in ein Franziskanerkloster umzuwandeln, das bis zur Reformation bestand.
Mit Conrad von Ammendorf auf Rothenburg starb die Familie im Jahre 1550 aus.

## Persönlichkeiten
- Rudgar von Ammendorf († 1251), 1241–1251 Bischof von Brandenburg
- Heinrich III. von Ammendorf († 1300), 1283–1300 Bischof von Merseburg
- Jacob von Ammendorf, 1410 Hauptmann vom Giebichenstein
- Ernst Nicolaus von Ammendorf, 1466 Domherr von Magdeburg
- Heinrich von Ammendorf, 1477 Amtmann des Erzbischofs von Magdeburg
- Jakob von Ammendorf, 1484 Domherr von Magdeburg und Halberstadt

## Wappen
Auf blauen Grund das Brustbild eine spitzbärtigen Mannes mit ungarischer Mütze mit Stulp. Auf dem Helm das gleiche Motiv. Die Decken sind blau-silber.

## Sachzeugen
In der Kirche Muldenstein befindet sich ein beachtenswertes sandsteinernes Erinnerungsmal an die Klostergründer Cord, Heinrich und Jürge von Ammendorf. Die 98 cm × 75 cm große Platte weist als Relief das Wappen der Familie auf, welches von einem allseitigen Schriftrahmen (mit erhabenen gotischen Minuskeln) umgeben ist. Dieses Werk wird kurz vor 1500 gefertigt worden sein und stellt eine gute Bildhauerarbeit dar. Die Inschrift lautet: „Anno* dm* m° cccc° / Ixxvij° * er * Cort * ritter * heinrich / * und * Jürge * von * am / endorff * anhaber * dis * closts“.